# Clifford Miranda
Clifford Rayes Miranda (* 11. Juli 1982 in Margao) ist ein indischer ehemaliger Fußballspieler, der u. a. bei Dempo SC und im indischen Nationalteam spielte.

## Spielerkarriere
Miranda spielte bereits in seiner Jugend Fußball. Er begann beim Salcete FC, einem Fußballklub in Goa. 1996 wechselte er an die Tata Football Academy, einer renommierten Fußballschule in Jamshedpur.
Er schaffte es nach Abschluss der Tata FA einen Profivertrag bei dem damaligen Zweitligisten Dempo SC zu unterschreiben. In den folgenden Jahren konnte er mit der Mannschaft 5 Meistertitel gewinnen. 2014 wurde er an den FC Goa ausgeliehen, 2015 an Atlético de Kolkata.
2004 gab er sein Debüt in der Indischen Fußballnationalmannschaft in einem Spiel gegen Pakistan.